# Paní Tu
Paní Tu (čínsky pchin-jinem Dù, znaky 杜; 10. léta 16. století – 1554), posmrtným jménem císařovna Siao-kche (čínsky v českém přepisu Siao-kche chuang-chou, pchin-jinem Xiàokè huánghòu, znaky 孝恪皇后), byla jedna z konkubín Ťia-ťinga, císaře čínské říše Ming, a matka císaře Lung-čchinga.

## Život
Paní Tu pocházela z okresu Ta-sing u Pekingu, roku 1530 byla vybrána mezi konkubíny Ťia-ťinga, císaře čínské říše Ming. Následující rok dostala. s osmi dalšími ženami, titul kchang-pchin (康嫔, konkubína). Roku 1537 se jí narodil syn, třetí syn Ťia-ťinga a budoucí císař Lung-čching, nicméně oblíbenkyní panovníka se nestala.
Zemřela v prvních měsících roku 1554, ve věku kolem 40 let. Dostala posmrtné jméno Žung-šu kchang-pchin (荣淑康妃), pohřbena byla na kopci Ťin-šan (dnes Jü-čchüan-šan) v areálu císařského Letního paláce severozápadně od Pekingu.
Císař Lung-čching po svém nástupu na trůn roku 1567 poctil svou matku posmrtným jménem Siao-kche jüan-čchun cch’-i kung-šun can-tchien kchaj-šeng chuang-chou (孝恪渊纯慈懿恭顺赞天开圣皇后), zkráceně císařovna Siao-kche (孝恪皇后), a pochoval ji v Ťia-ťingově mauzoleu Jung-ling v areálu císařských hrobek dynastie Ming u Pekingu.